# Dimidiochromis compressiceps
Espèce
Synonymes
- Cyrtocara compressiceps (Boulenger, 1908)
- Haplochromis compressiceps (Boulenger, 1908)
- Paratilapia compressiceps Boulenger, 1908[1]

Statut de conservation UICN

 LC  : Préoccupation mineure
Répartition géographique
Dimidiochromis compressiceps ou Cichlidé mangeur d'yeux est une espèce de poisson d'eau douce de la famille des Cichlidés. Cette espèce est présente dans les lacs Malawi et Malombe en Afrique, ainsi que dans la rivière Shire qui relie les deux lacs.

## Dénominations
Cette espèce est parfois appelée « Cichlidé mangeur d'yeux ». Appellation fondée sur divers écrits scientifiques. Eux mêmes basés sur de récits des pêcheurs du lac Malawi qui n'ont pas pu être confirmés.

## Taille
Cette espèce mesure adulte une taille maximale avoisinant les 23 centimètres, parfois un peu plus en aquarium pour les plus vieux spécimens. Les femelles restent plus petites.

## Dimorphisme
Les sexes de cette espèce de cichlidae sont comme beaucoup, très simplement différenciables. En effet, les mâles sont notamment nettement plus colorés et de plus grande taille. Les femelles restent donc plus petites et possèdent un fond de coloration terne, brun/grise/argenté. Certaines femelles sont "gold" de coloration jaune/doré.

## Reproduction
Cette espèce est incubatrice buccale maternelle. Les femelles gardent les œufs, larves et tout jeunes alevins environ 3 semaines, protégés dans leur gueule (sans manger ou en filtrant très légèrement les micro-détritus). Les mâles peuvent se montrer très insistants dès les premières maturités sexuelles des femelles. Il préférable de maintenir cette espèce en groupes de plusieurs individus, de manière à diviser l'agressivité d'un mâle dominant sur plusieurs individus.

## Alimentation
Une alimentation à base de vers rouges ou vers de vase est fortement déconseillée.

## Maintenance
Comme la plupart des espèces de poissons du lac Malawi, une température comprise en 22 °C et 28 °C est nécessaire pour une bonne maintenance. Un pH compris entre 8.0 et 8.0 ; un dH compris entre 9 et 19. Un aquarium d'une taille minimale de 1,50 mètre de façade est indispensable pour la maintenance de cette espèce. Toute colocation avec des espèces mesurant la taille de sa gueule seront considérés comme nourriture.

## StatutIUCN
Cette espèce de cichlidae est classée Préoccupation mineure (LC) sur la liste rouge des espèces menacées IUCN du fait de sa zone de répartition relativement grande dans le lac Malawi, (rivière Shire supérieure et lac Malombe), selon IUCN : "où il est répandu sans grandes menaces généralisées identifiés".

## Croisement, hybridation, sélection
Il est impératif de maintenir cette espèce et le genre Dimidiochromis seul ou en compagnie d'autres espèces, d'autres genres, mais de provenance similaire (lac Malawi), afin d'éviter toute facilité de croisement. Le commerce aquariophile a également vu apparaître un grand nombre de spécimens provenant d'Asie notamment et aux couleurs des plus farfelues ou albinos. En raison de la sélection, hybridation et autres procédés chimiques et barbares de laboratoires.

## Galerie

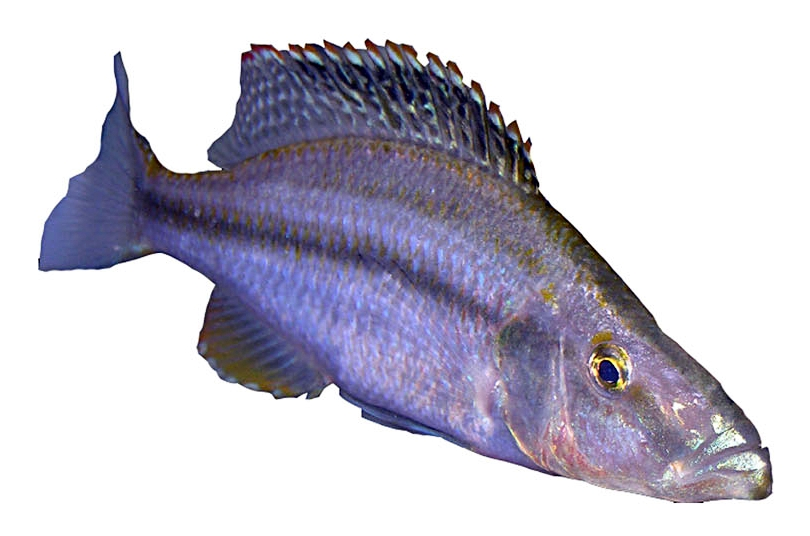
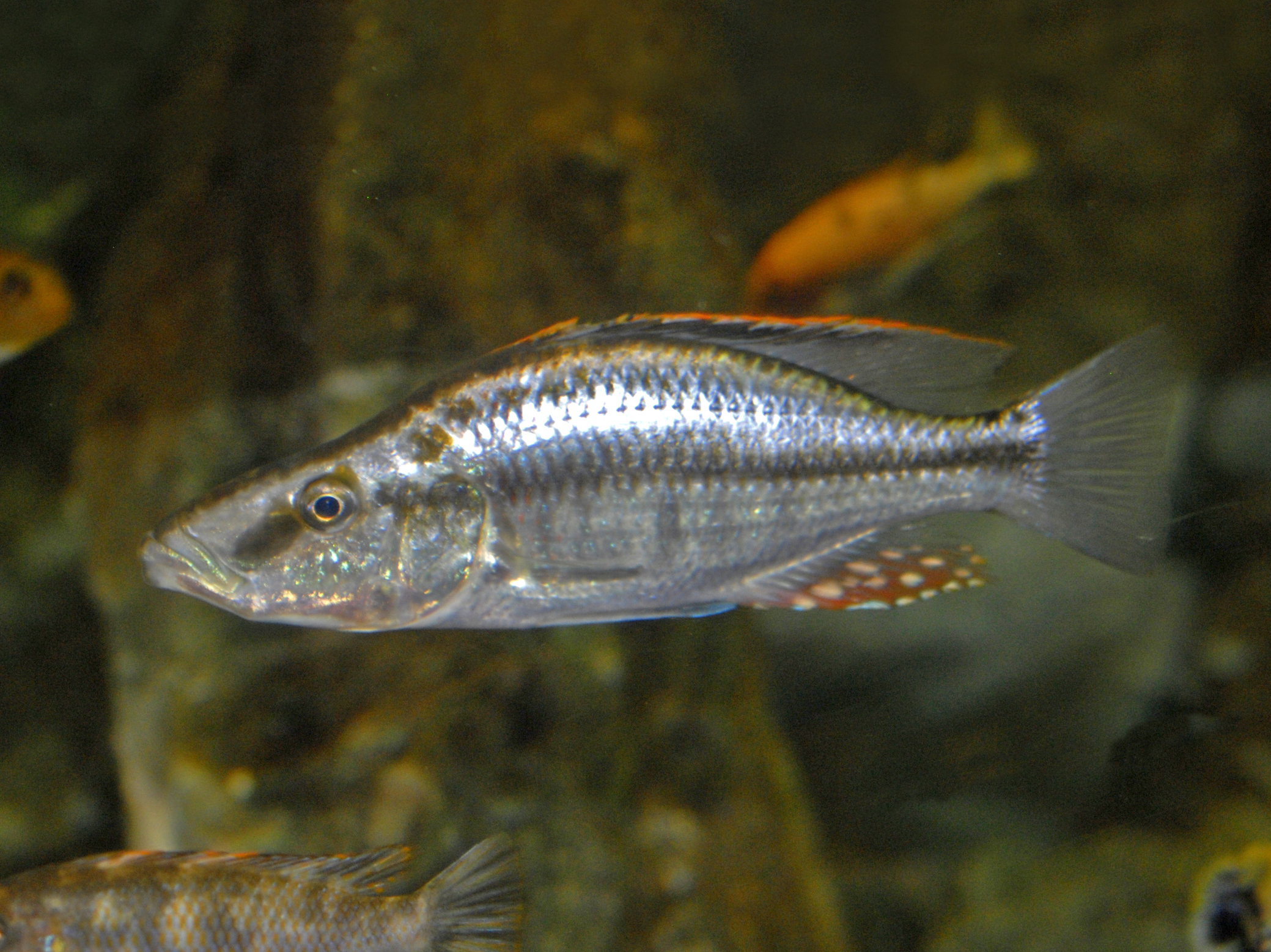
jeune mâle pas encore coloré
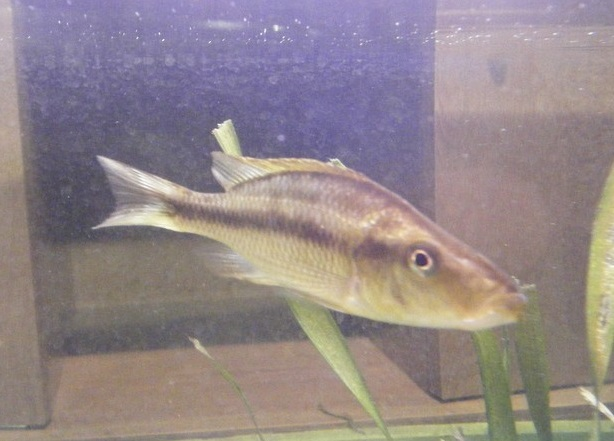
femelle
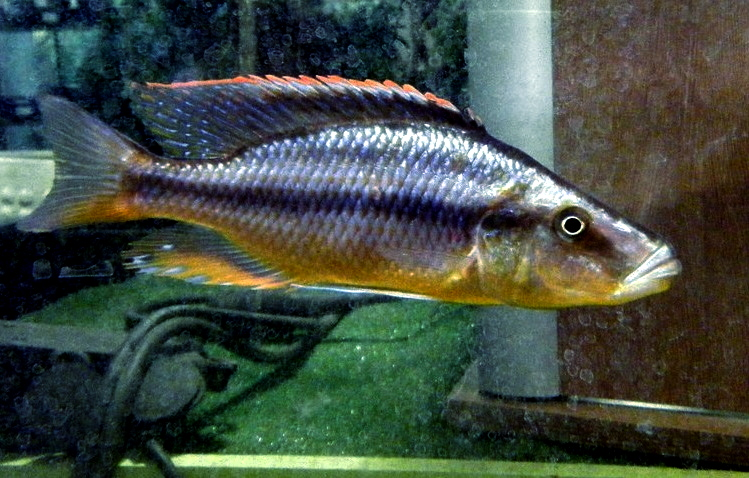
mâle adulte maintenu dans de mauvaises conditions ayant adopté un patron de coloration de dominé terne